# Senat (Finnland)

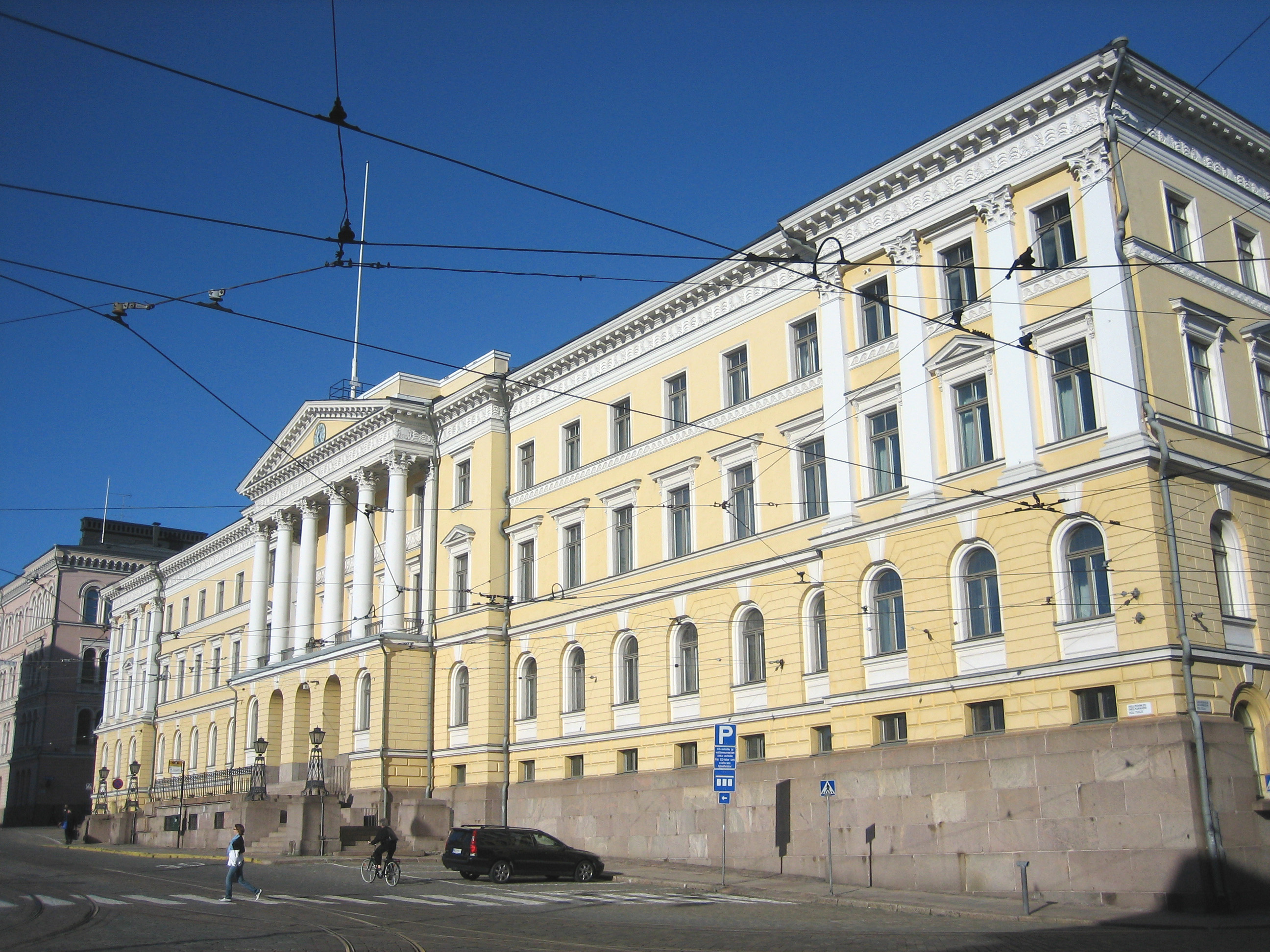
Das Senatsgebäude am Senatsplatz in Helsinki

Der Finnische Senat (finnisch Suomen senaatti, schwedisch Senaten för Finland, russisch Сенат Финляндии) vereinigte von 1816 bis 1917 die Funktion des Kabinetts und des Obersten Gerichtshofs im Großfürstentum Finnland und von 1917 bis 1918 im Königreich Finnland.

## Geschichte
Das Gremium, aus dem später der Senat entstand, wurde 1809 gegründet, als der Reichstag von Porvoo beauftragt wurde, Vorschriften für einen Regierungsrat zu erarbeiten. Im Jahr 1816 wurde diese Institution vom Zaren in Senat umbenannt, um zu zeigen, dass sie dem russischen Senat eher gleichwertig war.
Der Senat wurde vom Generalgouverneur von Finnland geleitet. Die Mitglieder des Senats mussten finnische Staatsbürger sein. Der Senat wurde in die Wirtschaftsabteilung und die Judikative aufgeteilt. 1822 erhielten beide Abteilungen einen finnischen Vizepräsidenten. Ab 1858 waren die Mitglieder des Senats offiziell als Senatoren bekannt. Nach der Februarrevolution in Russland wurde der stellvertretende Vorsitzende der Wirtschaftsabteilung Vorsitzender des Senats. Aufgrund des Bürgerkrieges wurde der Senat 1918 vom 29. Januar bis zum 3. Mai in die Stadt Vaasa verlegt.
1918 wurde die Wirtschaftsabteilung zum Kabinett und die juristische Abteilung wurde zum Obersten Gerichtshof und zum Obersten Verwaltungsgericht der unabhängigen Republik Finnland. Der stellvertretende Vorsitzende der Wirtschaftsabteilung wurde der Ministerpräsident von Finnland, die übrigen Senatoren Minister.

## Stellvertretende Vorsitzende der Wirtschaftsabteilung (1822–1917)
1. Carl Erik Mannerheim, (1822–1826)
2. Samuel Fredrik von Born, (1826–1828)
3. Anders Henrik Falck, (1828–1833)
4. Gustaf Hjärne, (1833–1841)
5. Lars Gabriel von Haartman, (1841–1858)
6. Johan Mauritz Nordenstam, (1858–1882)
7. Edvard Gustaf af Forselles, (1882–1885)
8. Samuli Verneri von Troil, (1885–1891)
9. Sten Carl Tudeer, (1891–1900)
10. Constantin Linder, (1900–1905)
11. Emil Streng, (1905)
12. Leopold Henrik Stanislaus Mechelin, (1905–1908)
13. Edvard Immanuel Hjelt, (1908–1909)
14. August Johannes Hjelt, (1909)
15. Anders Wirenius, (1909)
16. Vladimir Ivanovich Markov, (1909–1913)
17. Mikhail Borovitinov, (1913–1917)
18. Anders Wirenius, (1917)

## Vorsitzende des Senats (1917–1918)
1. Antti Oskari Tokoi, Sozialdemokratische Partei (1917)
2. Eemil Nestor Setälä, Jungfinnische Partei (1917)
3. Pehr Evind Svinhufvud, Jungfinnische Partei (1917–1918)
4. Juho Kusti Paasikivi, Finnische Partei (1918)